# Africký pohár v malém fotbale 2018
Africký pohár v malém fotbale 2018 byl 1. ročníkem Afrického poháru v malém fotbale, který se konal v libyjském městě Tripolis v období od 5. do 12. května 2018. Turnaje se mělo účastnit 9 týmů, ale mužstvo Keni se vzdalo účasti. Týmy byly rozděleny do 2 skupin po 4 týmech. Ze skupiny postoupily do vyřazovací fáze celky na prvních a druhých místech. Vyřazovací fáze zahrnovala 4 zápasy. Pobřeží slonoviny postoupilo do finále, ve kterém porazilo Senegal 4:3 po penaltovém rozstřelu a poprvé tak vyhrálo Africký pohár.

## Stadion
Turnaj se odehrál na jednom stadionu v jednom hostitelském městě: Tripolis Stadion Al-Madina (Tripolis). 
| Tripolis                |
| ----------------------- |
| Stadion Al-Madina       |
| Kapacita: 1500 Tripolis |

## Skupinová fáze
| Vysvětlivky                     |
| ------------------------------- |
| Týmy postupující do semifinále  |
| Vítěz zápasu je tučně zvýrazněn |

Čas každého zápasu je uveden v lokálním čase.

#### Skupina A
| Tým               | Z | V | R | P | VG | IG | +/− | B |
| ----------------- | - | - | - | - | -- | -- | --- | - |
| Libye             | 3 | 3 | 0 | 0 | 10 | 0  | +10 | 9 |
| Pobřeží slonoviny | 3 | 2 | 0 | 1 | 14 | 2  | +12 | 6 |
| Ghana             | 3 | 1 | 0 | 2 | 6  | 12 | −6  | 3 |
| Somálsko          | 3 | 0 | 0 | 3 | 3  | 19 | −16 | 0 |

| 5. května 2018 19:00 |       |                   |                             |
| Libye                | 1 : 0 | Pobřeží slonoviny | Stadion Al-Madina, Tripolis |
| Youssef Ben Saud 11' |       |                   | Stadion Al-Madina, Tripolis |

| 5. května 2018 20:15 |       |       |                             |
| Somálsko             | 2 : 6 | Ghana | Stadion Al-Madina, Tripolis |
|                      |       |       | Stadion Al-Madina, Tripolis |

| 7. května 2018 19:00                                                 |       |       |                             |
| Pobřeží slonoviny                                                    | 6 : 0 | Ghana | Stadion Al-Madina, Tripolis |
| Habib Samba Kone ?', ?', ?', ?' Moussa Dembele ?', ?' Jacob Trabi ?' |       |       | Stadion Al-Madina, Tripolis |

| 7. května 2018 20:15 |       | |                             |
| Somálsko             | 0 : 5 | Libye                                                                                                 | Stadion Al-Madina, Tripolis |
|                      |       | Hossam Toumi 15' Abu Bakr Boukhattala 20' Mohamed Albahli 25' Mohamed Ghaleb 33' Hamid Hamrouni 50+2' | Stadion Al-Madina, Tripolis |

| 9. května 2018 19:00                                                                               |       |                    |                             |
| Pobřeží slonoviny                                                                                  | 8 : 1 | Somálsko           | Stadion Al-Madina, Tripolis |
| Moussa Dembele 1', 6', 12', 13' Habib Samba Kone 22', 44' Zepherin Vovo Lago 28' Issouf Traore 39' |       | Fazad Abdullah 31' | Stadion Al-Madina, Tripolis |

| 9. května 2018 20:15                                                    |       |       |                             |
| Libye                                                                   | 4 : 0 | Ghana | Stadion Al-Madina, Tripolis |
| Aldernawi Ramadan 5' Abdul Hamid Albakbek 12' Youssef Ben Saud 23', 28' |       |       | Stadion Al-Madina, Tripolis |

#### Skupina B
| Tým                   | Z | V | R | P | VG | IG | +/− | B |
| --------------------- | - | - | - | - | -- | -- | --- | - |
| Tunisko               | 3 | 2 | 1 | 0 | 22 | 2  | +20 | 7 |
| Senegal               | 3 | 1 | 2 | 0 | 11 | 4  | +7  | 5 |
| Nigérie               | 3 | 1 | 1 | 1 | 12 | 6  | +6  | 4 |
| Jihoafrická republika | 3 | 0 | 0 | 3 | 2  | 35 | −33 | 0 |

| 6. května 2018 19:00 |       |                  |                             |
| Senegal              | 1 : 1 | Tunisko          | Stadion Al-Madina, Tripolis |
| Sidath Ndiaye 48'    |       | Ouday Belhaj 44' | Stadion Al-Madina, Tripolis |

| 6. května 2018 20:00  |       | |                             |
| Jihoafrická republika | 1 : 9 | Nigérie | Stadion Al-Madina, Tripolis |
| Matzos Oratele 41'    |       | Ifieymi Inola 15' Abbas Gazali 21' Felix Kenan 22', 23', 28', 32' Ajayi Samson Bolaji 32', 41' Okonkwo Joseph Chigozie 48' | Stadion Al-Madina, Tripolis |

| 8. května 2018 19:15                                   |       |                        |                             |
| Tunisko                                                | 3 : 1 | Nigérie                | Stadion Al-Madina, Tripolis |
| Ouday Belhaj 11' Chabeb Bousalmi 25' Walid Abdelli 37' |       | Ajayi Samson Bolaji 7' | Stadion Al-Madina, Tripolis |

| 8. května 2018 20:15                                                                                |       |                       |                             |
| Senegal                                                                                             | 8 : 1 | Jihoafrická republika | Stadion Al-Madina, Tripolis |
| Momo Cissé 3' Moustapha Nam 5' Sidath Ndiaye 6', 7' Khalifa Mbengui 23' Mohamed Fadel 34', 38', 43' |       | Kevin Lekadu 25'      | Stadion Al-Madina, Tripolis |

| 10. května 2018 19:00 |        | |                             |
| Jihoafrická republika | 0 : 18 | Tunisko | Stadion Al-Madina, Tripolis |
|                       |        | ?' Iheb Ben Salem 18' Hamid Al Dahli 28', 35' Moez Al Bhoush 31', 23' Achraf Sati 33' Ouday Belhaj 39', 41', 45' Walid Krout 39' Walid Abdelli 42' Iskander Ben Hmida 49', 50' | Stadion Al-Madina, Tripolis |

| 10. května 2018 20:15          |       |                                         |                             |
| Senegal                        | 2 : 2 | Nigérie                                 | Stadion Al-Madina, Tripolis |
| Karifa Camara 5' Momo Cissé ?' |       | Felix Kenan ?' Cornelius Ebuka Ekezi ?' | Stadion Al-Madina, Tripolis |

## Vyřazovací fáze
|  | Semifinále | Semifinále               | Semifinále |  |  | Finále      | Finále                   | Finále      |
|  |            |                          |            |  |  |             |                          |             |
|  |            | Pobřeží slonoviny (pen.) | 2 (6)      |  |  |             |                          |             |
|  |            | Tunisko                  | 2 (5)      |  |  |             |                          |             |
|  |            |                          |            |  |  |             | Pobřeží slonoviny (pen.) | 3 (3)       |
|  |            |                          |            |  |  |             | Senegal                  | 3 (1)       |
|  |            | Libye                    | 1 (2)      |  |  |             |                          |             |
|  |            | Senegal (pen.)           | 1 (3)      |  |  | Třetí místo | Třetí místo              | Třetí místo |
|  |            |                          |            |  |  |             | Tunisko                  | 1           |
|  |            |                          |            |  |  |             | Libye                    | 0           |

#### Semifinále
| 11. května 2018 19:00                         |       |                                 |                             |
| Pobřeží slonoviny                             | 2 : 2 | Tunisko                         | Stadion Al-Madina, Tripolis |
| Zepherin Vovo Lago 16' Lionel Boyou Kadje 29' |       | Walid Krout 9' Ouday Belhaj 14' | Stadion Al-Madina, Tripolis |

|                                                                                                 |       | Penaltový rozstřel                                                                         |  |
| Zepherin Vovo Lago Lionel Boyou Kadje Moussa Dembelé Habib Samba Come Jacob Trabi Issouf Traore | 6 : 5 | Iheb Ben Salem Ouday Belhaj Walid Barsilo Nader Bin Hamida Khaled Bin Ammar Moez Al Bhoush |  |

| 11. května 2018 20:30     |       |                         |                             |
| Libye                     | 1 : 1 | Senegal                 | Stadion Al-Madina, Tripolis |
| Hamid Hamrouni 50' (pen.) |       | Seck Elhadji Mbacke 31' | Stadion Al-Madina, Tripolis |

|                                              |       | Penaltový rozstřel                     |  |
| Mohamed Ghaleb Hamid Hamrouni Hassan Shaheen | 2 : 3 | Mohamed Fadel Sidath Ndiaye Momo Cissé |  |

#### O 3. místo
| 12. května 2018 19:00 |       |       |                             |
| Tunisko               | 1 : 0 | Libye | Stadion Al-Madina, Tripolis |
| Khamis Al Dahli 11'   |       |       | Stadion Al-Madina, Tripolis |

#### Finále
| 12. května 2018 21:00                            |       |                                                  |                             |
| Pobřeží slonoviny                                | 3 : 3 | Senegal                                          | Stadion Al-Madina, Tripolis |
| Jacob Trabi 11', 38' Papa Mbaye Ndiaye 28' (vl.) |       | Moustapha Nam 26', 50+2' Seck Elhadji Mbacke 32' | Stadion Al-Madina, Tripolis |

|                                                      |       | Penaltový rozstřel          |  |
| Zepherin Vovo Lago Lionel Boyou Kadje Moussa Dembelé | 3 : 1 | Mohamed Fadel Sidath Ndiaye |  |